# Guillermo Mota
Guillermo Reynoso Mota (San Pedro de Macoris, 25 de julio de 1973) es un lanzador relevista dominicano de Grandes Ligas que se encuentra en la organización de los Gigantes de San Francisco. Mota ha jugado previamente para los Expos de Montreal, los Dodgers de Los Ángeles, los Marlins de Florida, los Indios de Cleveland, los Mets de Nueva York, y los Cerveceros de Milwaukee. Posee tres lanzamientos: una bola rápida, slider y un cambio de velocidad en círculo.
Mota fue firmado originalmente por el scout Eddy Toledo para los Mets de Nueva York el 7 de septiembre de 1990 como un infielder. Después de varios años en su organización, fue reclutado por los Expos de Montreal en el Rule 5 draft en 1996 y convertido en un lanzador en 1997. Mota tuvo una efectividad de 2.96 en 1999, su temporada de novato, pero tuvo problemas en sus próximas dos temporadas y fue cambiado a los Dodgers de Los Ángeles antes de 2002. Sus problemas continuaron en su primer año con los Dodgers, pero tuvo un año relativamente bueno en 2003, cuando tuvo un récord de 6-3 con una efectividad de 1.97 en 76 juegos. Se convirtió en el preparador del cerrador Éric Gagné en 2004, pero fue cambiado a los Marlins de Florida a mitad de temporada. Comenzó 2005 como cerrador de los Marlins, pero Todd Jones se hizo cargo del puesto cuando Mota se lesionó en abril. El siguiente año, Mota fue cambiado a los Medias Rojas de Boston.
Mota nunca jugó para los Medias Rojas, sin embargo, fue cambiado de nuevo a los Indios de Cleveland. Volvió a tener problemas en su tiempo con los Indios en 2006 y fue designado para asignación por ellos en agosto. Los Mets de Nueva York lo adquirieron, y Mota mejoró poderosamente al unirse a ellos. Después de la temporada, se convirtió en agente libre, pero volvió a firmar con los Mets. Después de luchar en el 2007, fue cambiado a los Cerveceros de Milwaukee. Tuvo un mal comienzo con Milwaukee en 2008, pero mejoró en la segunda mitad. Después de la temporada, Mota se convirtió en agente libre y nuevamente firmó con los Dodgers. Tuvo su mejor año desde 2004 y se convirtió en agente libre de nuevo después de la temporada. Por primera vez en su carrera, firmó un contrato de ligas menores con los Gigantes de San Francisco. Después de hacer el equipo tras los entrenamientos de primavera, Mota ganó la primera Serie Mundial de su carrera a pesar de tener dificultades en el 2010. Después de la temporada, firmó otro contrato de ligas menores con los Gigantes y formó parte del equipo en los entrenamientos de primavera nuevamente.

## Ligas menores
Después de dos años jugando al béisbol en la República Dominicana, Mota fue asignado a la Gulf Coast League Mets en 1993 como tercera base. Tuvo un promedio de bateo de.249 con un jonrón y una base robada y acumuló un porcentaje de fildeo de.934 en 43 partidos. En la siguiente temporada, pasó la mayor parte del año con los Kingsport Mets de la Appalachian League, aunque se fue en blanco en cuatro turnos al bate en un juego contra los St. Lucie Mets de la Florida State League. Con los Kingsport Mets, bateó para.245, mientras que se ponchó 78 veces en 245 turnos al bate.
En 1995, Mota fue movido a la posición de campocorto y asignado a los Capital City Bombers de la South Atlantic League. Con los Capital City Bombers, bateó para.243 y se ponchó 127 veces en 400 turnos al bate y cometió 40 errores en el campocorto. En 1996, regresó a los St. Lucie Mets, donde bateó para.234 con 90 ponches en 304 veces al bate, mientras cometía 21 errores. Después de la temporada, fue seleccionado por los Expos de Montreal en el Rule 5 draft.
Los Expos convirtieron a Mota en un lanzador en 1997 y lo asignaron a los Cape Fear Crocs de la Liga del Atlántico Sur. Abriendo 23 de sus 25 juegos con los Crocs, tuvo un récord de 50-10 con efectividad de 4.36 y 112 ponches en 126 innings lanzados.
En 1998, los Expos movieron a Mota al bullpen, y comenzó la temporada con los Jupiter Hammerheads de la Liga Estatal de Florida. Tuvo un récord de 3-2 con una efectividad de 0.66 y dos salvamentos en 20 juegos y fue ascendido a los Doble-A Harrisburg Senators de la Eastern League durante la temporada. Con Harrisburg Senators, tuvo un récord de 2-0 con una efectividad de 1.06 y cuatro salvamentos en 12 partidos.
Mota comenzó la temporada 1999 con los Ottawa Lynx de la Triple-A International League. Con Ottawa Lynx, tuvo un récord de 2-0 con una efectividad de 1.89 y cinco salvamentos en 14 partidos.

## Grandes Ligas

### Montreal Expos

#### 1999
Mota fue llamado a filas por los Expos el 2 de mayo para reemplazar el relevista Shayne Bennett, que había sido degradado a los Ottawa Lynx después de haber presentado problemas en sus primeros cuatro partidos. Mota hizo su debut en Grandes Ligas el mismo día, lanzando una entrada sin permitir carreras en una derrota de 8-7 a los Cardenales de San Luis. Consiguió su primera decisión en Grandes Ligas el 11 de mayo, cuando, después de lanzar 2 2/3 entradas sin permitir anotaciones, entregó un walk-off home run en la décima entrada a Luis González en la derrota 4-3 ante los Diamondbacks de Arizona. El 1 de junio, ganó su primer partido de Grandes Ligas, también en contra de Arizona, luego de lanzar tres entradas en blanco en la victoria 10-8 de los Expos el 1 de junio. El 9 de junio, bateó un cuadrangular de tres carreras en su primer turno al bate en las Grandes Ligas (contra Mark Guthrie) en una victoria de 13-1 sobre los Medias Rojas de Boston. El 29 de agosto, permitió una carrera en un inning y fue el lanzador ganador en la victoria 8-6 sobre los Rojos de Cincinnati. Mota tuvo una efectividad de 1.49 en sus primeros 32 partidos del año, pero una efectividad de 15.00 en sus siguientes seis partidos llevó su ERA para la temporada a 3.40. Sin embargo, tuvo una efectividad de 1.38 en sus últimos 12 partidos para llevar su ERA de la temporada hasta 2.93, y terminó el año con un récord de 2-4 en 51 partidos.

#### 2000
Los Expos enviaron a Mota a Ottawa Lynx para comenzar la temporada 2000. Sin embargo, fue llamado a filas por los Expos en mayo. El 20 de mayo, su primer partido de la temporada con ellos, permitió una carrera en un inning en una victoria de 8-7 sobre los Astros de Houston. El 11 de junio, fue el lanzador perdedor cuando lanzó 1⁄3 inning y permitió dos carreras en la derrota 8-3 ante los Azulejos de Toronto. Volvió a Ottawa Lynx el 17 de junio después de publicar una efectividad de 12.60 en sus primeros 12 partidos con los Expos. Mota fue llamado de nuevo al final del mes, pero después de aparecer en un juego (el 1 de julio), fue devuelto a los Ottawa Lynx. Sin embargo, fue llamado nuevamente el 19 de julio después de que Tony Armas Jr. fue colocado en las lista de lesionados. Mota fue devuelto a las ligas menores el 27 de julio, cuando Hideki Irabu regresó de la lista de lesionados, pero fue llamado de nuevo poco después. Sin embargo, Mota apareció en solo un partido antes de ser devuelto de nuevo a las menores, y no regresó a los Expos de nuevo hasta principios de septiembre. En este punto, tuvo una efectividad de 9.98 en 17 juegos. El 11 de septiembre, en el segundo juego de una doble cartelera contra los Filis de Filadelfia, obtuvo su única victoria del año al lanzar un tercio de entrada en una victoria 7-6. Tuvo una efectividad de 1.84 en sus últimos 12 partidos para terminar el año con un récord de 1-1 y una efectividad de 6.00 en 29 partidos. En Ottawa Lynx, tuvo un récord de 4-5 con una efectividad de 2.29 y siete salvamentos en 35 juegos.

#### 2001
El 12 de mayo de 2001, tuvo una efectividad de 1.59 en sus primeros 20 juegos del año. Sin embargo, ocho carreras limpias permitidas por encima de su próximo seis partidos incrementó su promedio de efectividad a 4.00. Más tarde, sin embargo, tuvo una efectividad de 2.08 sobre sus próximos 12 partidos. El 17 de junio, fue el lanzador ganador cuando lanzó una entrada sin permitir anotaciones en la victoria 4-1 sobre Toronto. En su siguiente partido, el 19 de junio, fue el lanzador perdedor cuando permitió tres carreras (solo una carrera fue limpia) sin hacer out en una derrota 4-1 ante los Mets de Nueva York. Sin embargo, después de ese lapso de 12 juegos, permitió cinco carreras limpias en su próximos cuatro partidos llevando su promedio de efectividad a 4.29. El 13 de julio, fue colocado en la lista de lesionados por primera vez en su carrera por una tendinitis en el hombro derecho. Mota volvió a principios de septiembre, pero tuvo una efectividad de 10.57 y dos derrotas en sus últimos 11 juegos del año. Terminó la temporada con un récord de 1-3 y una efectividad de 5.26 en 53 partidos.

### Los Angeles Dodgers

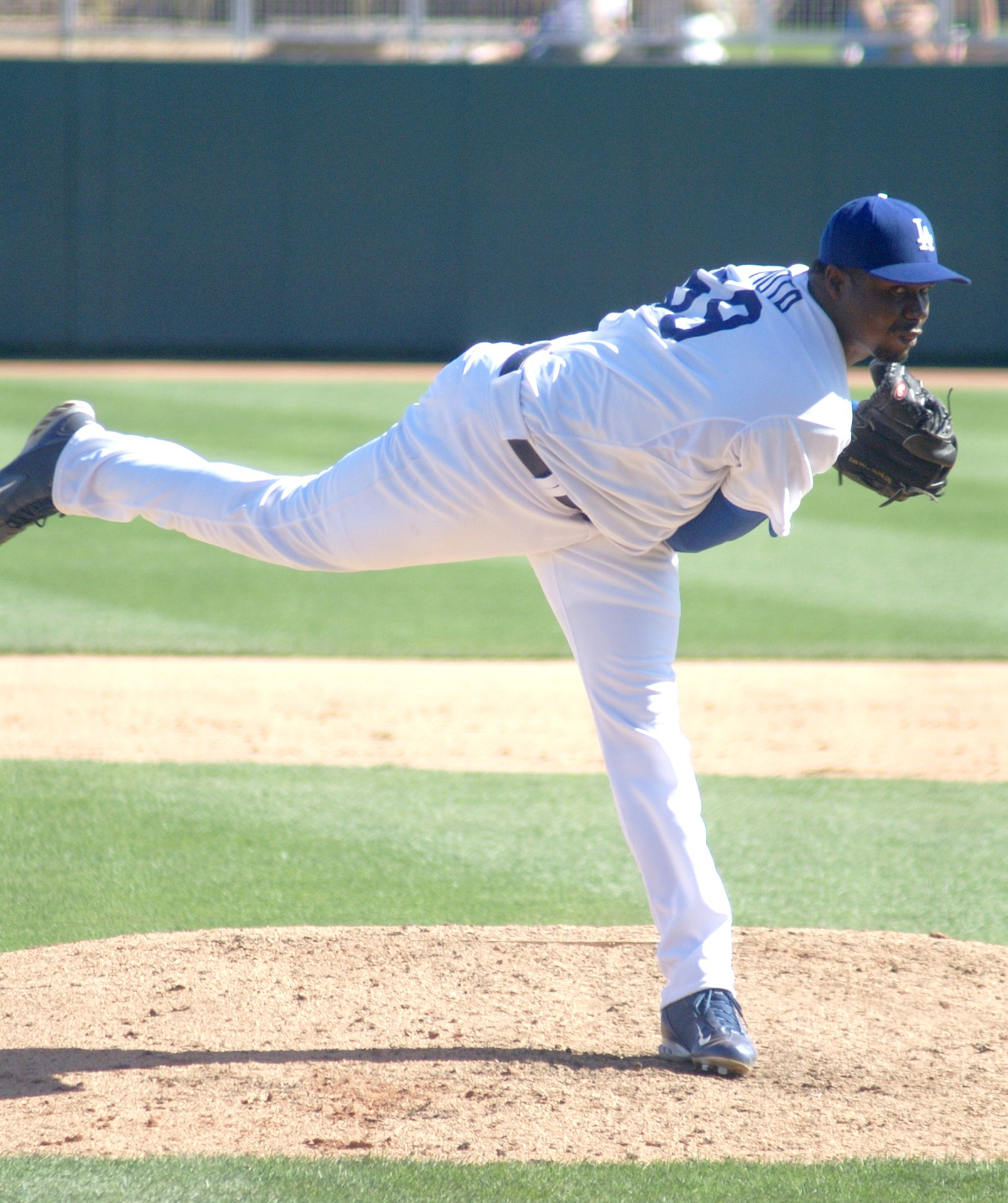
Mota lanzando para Los Angeles Dodgers

#### 2002
Mota comenzó la pretemporada con los Expos en el 2002, pero fue cambiado a los Dodgers de Los Ángeles con el jardinero Wilkin Ruan por el lanzador Matt Herges y el infielder Jorge Núñez el 23 de marzo. No hizo las mayores con los Dodgers en los entrenamientos de primavera y fue asignado a los Las Vegas 51s de la Triple-A Pacific Coast League para comenzar la temporada. Fue llamado el 20 de abril, cuando Kevin Brown fue colocado en la lista de lesionados. Después de aparecer en dos partidos, fue devuelto a Las Vegas 51s el 30 de abril, cuando Brown salió de la lista de lesionados. El 17 de mayo, fue llamado por segunda vez. En 22 partidos hasta el 14 de julio, tuvo una efectividad de 2.43. El 3 de junio, lanzó una entrada sin permitir anotaciones y se llevó la victoria con 11-5 sobre los Rockies de Colorado. Sin embargo, fue devuelto a Las Vegas 51s el 28 de julio después de que tuvo una derrota y una efectividad de 13.50 en sus siguientes siete juegos. No regresó a los Dodgers hasta el 26 de agosto, cuando Kevin Beirne fue enviado a las menores. Ese mismo día, fue el lanzador perdedor, cuando permitió tres carreras (dos limpias) en su tercera entrada de trabajo en una derrota de 12 entradas 6-3 ante Arizona. Fue el lanzador perdedor de nuevo el 13 de septiembre, cuando permitió tres carreras en la séptima entrada y echó a perder una ventaja de 4-2 sobre Colorado. Tuvo efectividad de 3.92 en sus últimos 14 juegos del año para terminar con un récord de 1-3 y una efectividad de 4.15 en 43 partidos. Con Las Vegas 51s, tuvo un récord de 1-3 con una efectividad de 2.95 en 20 partidos.

#### 2003
En 2003, Mota ganó un puesto en el roster de los Dodgers después de los entrenamientos de primavera. Del 1 al 27 de mayo, lanzó 15 2⁄3 entradas en blanco consecutivas. El 23 de mayo, contra los Cerveceros de Milwaukee, consiguió su primer salvamento cuando lanzó tres entradas sin permitir anotaciones en la victoria 6-4. El mánager Jim Tracy lo utilizó para conseguir el salvamento, porque quería descansar al cerrador Éric Gagné. El 29 de mayo, Mota ponchó a seis bateadores en tres entradas en una derrota de 12-5 a Colorado. A partir del 11 de junio hasta el 17 de julio, lanzó 19 2/3 entradas en blanco consecutivas. El 13 de julio, bateó el segundo jonrón de su carrera (en contra de Joe Roa) en una victoria de 9-3 sobre Colorado. En agosto, tuvo un récord de 2-0 con una efectividad de 0.44 en 21 partidos. Terminó la temporada con un récord de 6-3 y una efectividad de 1.97 en 76 juegos, y sus 105 entradas lanzadas fueron la mayor cantidad para un relevista de los Dodgers desde 1985, cuando Tom Niedenfuer lanzó 106 1/3. Sus 105 entradas lanzadas lideró a los lanzadores relevistas de la Liga Nacional (NL) y solo estuvieron a dos entradas del lanzador de la Liga Americana, Steve Sparks. Mota, Éric Gagné, Tom Martin, y Pablo Quantrill fueron los primeros lanzdores relevistas compañeros de equipo en aparecer en al menos 76 partidos en una temporada. Su promedio de bateo opositor de.205 ocupó el décimo lugar entre los relevistas de la NL, y su batting average against contra zurdos de.181 ocupó el cuarto lugar en la Liga Nacional.

#### 2004
Después de que Paul Quantrill se convirtió en agente libre, Mota se ocupó el puesto de preparador de Éric Gagné en 2004. Empezó la temporada con ocho partidos consecutivos sin permitir carrera. Del 27 de junio al 16 de julio que no permitió carreras en 10 partidos consecutivos. El 29 de julio, comenzó una racha récord de cinco partidos cuando obtuvo la victoria al lanzar dos entradas sin permitir anotaciones en la victoria de 2-1 sobre los Gigantes de San Francisco. Fue el lanzador ganador cuando lanzó dos entradas sin permitir anotaciones en la victoria 8-5 sobre los Angelinos de Anaheim el 3 de julio. El 30 de julio, un día antes de la fecha límite de cambios, Mota tuvo una efectividad de 2.14 en 52 partidos. Ese mismo día, fue cambiado a los Marlins de la Florida con Juan Encarnación y Paul Lo Duca por Hee-Seop Choi, Brad Penny y Bill Murphy.

### Florida Marlins
Al unirse a los Marlins, Mota fue nombrada el cerrador del equipo, porque Armando Benítez, el cerrador de los Marlins, estaba lesionado. El 5 de agosto, entró en un juego en el octavo inning con los Marlins en ventaja 7-5 y consiguió su primer salvamento en una victoria de 11-5 sobre Arizona. Sin embargo, esa era su única oportunidad de salvar antes de que fuera devuelto a la función de preparador por el regreso de Benítez desde la lista de lesionados. Mota tuvo una efectivodad de 4.81 en 26 juegos con los Marlins, aunque hubiera sido solo 3.06 si no se hubiera permitido siete carreras en sus últimos dos juegos del año. Terminó la temporada con un récord de 9-8 y una efectividad de 3.07 en 78 partidos. Sus nueve victorias estuvieron empatadas con Ryan Madson en el segundo puesto de la Liga Nacional de un lanzador de relevo, y sus 96 2/3 entradas lanzadas lideró a los relevistas de la Liga Nacional. Su opponent batting average de.196 fue el quinto mejor entre los relevistas de la Liga Nacional.
En 2005, Mota fue nombrad cerrador de los Marlins en los entrenamientos de primavera ya que Benítez se convirtió en agente libre tras la temporada de 2004. No tuvo la oportunidad de salvar hasta el 22 de abril, cuando convirtió una posible derrota en una victoria de 4-2 sobre Cincinnati. Consiguió su segundo salvamento del año al día siguiente en otra victoria 4-2 sobre Cincinnati. Sin embargo, fue puesto en la lista de lesionados el 1 de mayo (retroactivo al 24 de abril) con una inflamación en su codo derecho. Fue activado el 27 de mayo, pero Todd Jones, que había estado sustituyendo a Mota, siguió siendo el cerador. Mota tuvo una efectividad de 1.69 en sus primeros 11 partidos, pero ganó 12 carreras permitidas en sus siguientes siete juegos levantó su promedio de efectividad a 7.27. El 24 de junio, fue el lanzador ganador en una victoria 7-4 sobre los Devil Rays. Consiguió su otra única victoria del año el 30 de agosto, cuando permitió una carrera en dos innings en una victoria de 7-6 sobre San Luis. Mota tuvo efectividad de 3.81 en sus últimos 38 partidos para terminar la temporada de 2-2 con una efectividad de 4.70 en 56 partidos. El 24 de noviembre, Mota fue negociado con Josh Beckett y Mike Lowell a los Medias Rojas de Boston por cuatro prospectos:. Jesús Delgado, Harvey García, Hanley Ramírez y Aníbal Sánchez.

### Cleveland Indians
Mota nunca jugó un partido con los Medias Rojas, ya que el 27 de enero de 2006, fue cambiado a los Indios de Cleveland con Andy Marte, Kelly Shoppach, un jugador a ser nombrado más tarde (Randy Newsom), y dinero en efectivo por Coco Crisp, David Riske, y Josh Bard. El canje se pospuso un poco, porque Mota no logró pasar un examen físico, por lo que los Indios lo pusieron en un programa de acondicionamiento antes de los entrenamientos de primavera. Sin embargo, se esperaba que fuera el preparador del cerrador Bob Wickman. Comenzó bien la temporada, ya que no permitió ninguna carrera limpia en sus primeros siete juegos. Sin embargo, tuvo problemas después de eso, y perdió el puesto de preparador del venezolano Rafael Betancourt en mayo. Durante sus siguientes 27 partidos, Mota tuvo una efectividad de 7.89, y un promedio de bateo opositor de.314. El 11 de agosto, fue designado para asignación después de que tuvo un registro de 1-3 con una efectividad de 6.21 en 34 juegos. El 20 de agosto, fue cambiado a los Mets de Nueva York con dinero en efectivo por un jugador a ser nombrado más tarde. Hasta la fecha, su tiempo con los Indios ha sido su única temporada en la Liga Americana.

### New York Mets

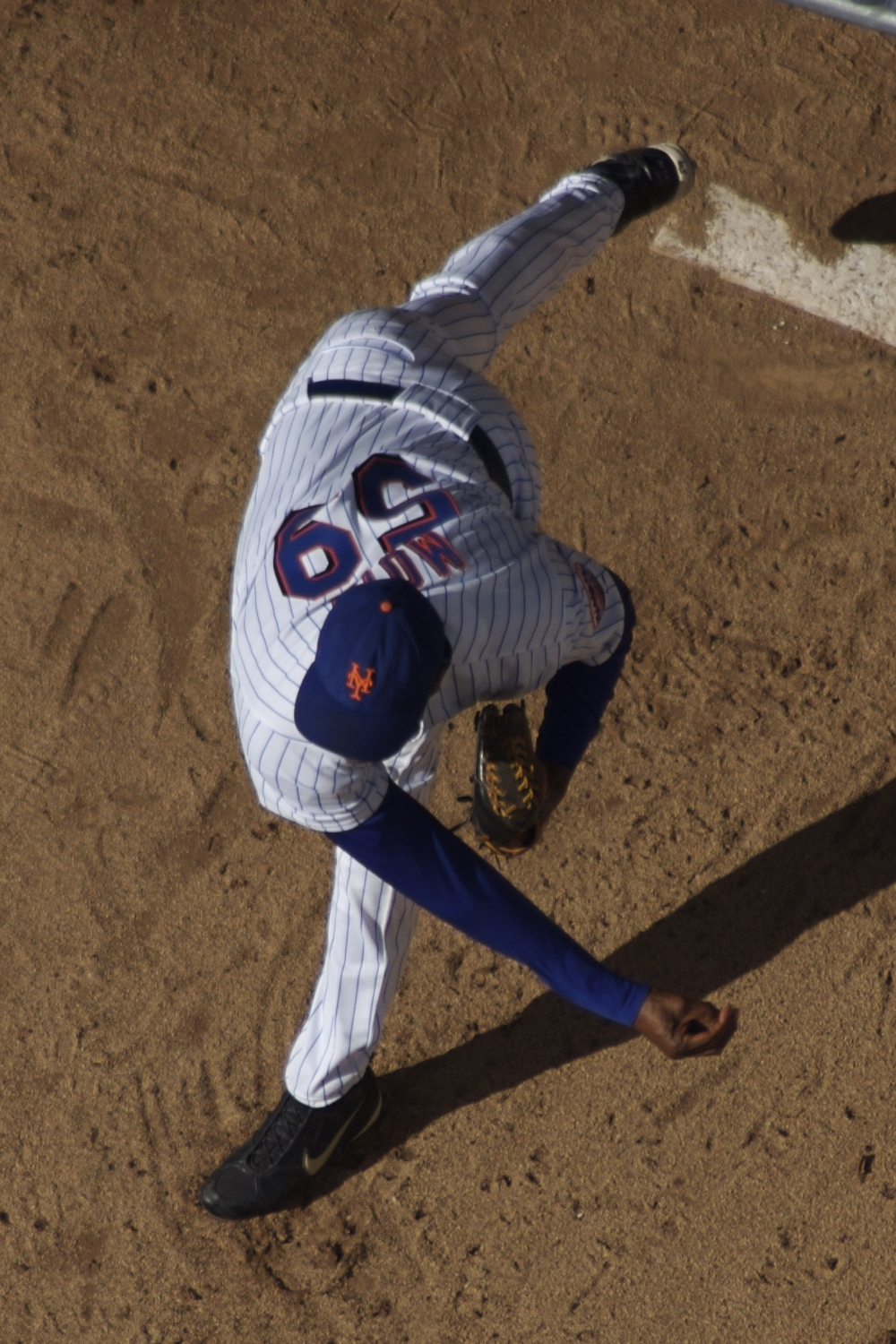
Mota with los Mets

El 1 de septiembre, Mota fue el lanzador ganador cuando lanzó una entrada sin permitir anotaciones en una victoria de 8-7 sobre Houston. Obtuvo una nueva victoria al lanzar una entrada en blanco el 12 de septiembre en una victoria 6-4 sobre Florida. Con los Mets, tuvo un récord de 3-0 con una efectividad de 1.00 y ponchó a 19 en 18 partidos para terminar la temporada de 4-3 con una efectividad de 4.53 en 52 partidos. Llegó a los playoffs por primera vez en su carrera mientras que los Mets ganaron la División Este de la Liga Nacional. En el primer partido de la Serie Divisional de la Liga Nacional de 2006 contra los Dodgers, Mota fue el lanzador ganador, cuando lanzó dos entradas, a pesar de que echó a perder una ventaja de 4-1, permitiendo tres carreras llevando a los Dodgers a empatar el juego. Mota lanzó dos entradas sin permitir anotaciones en serie que ganaron los Mets 9-5 sobre los Dodgers en el Juego 3. En la Serie de Campeonato de la Liga Nacional de 2006, Mota apareció en cinco de los siete juegos de la serie. Dejó escapar una ventaja en el Juego 2 dando como resultado la derrota de los Mets, pero no permitió carrera en los otros cuatro juegos mientras que los Mets perdieron ante San Luis en siete partidos. El 30 de octubre, se presentó en la agencia libre.
El 1 de noviembre de 2006, Mota se convirtió en el decimoquinto jugador de Grandes Ligas a ser suspendido por uso de sustancias dopantes (y el primero en ser suspendido por cincuenta juegos), cuando fue suspendido por los primeros cincuenta juegos de 2007. Sin embargo, los Mets lo volvieron a firmar con un contrato de dos años, y $5 millones de dólares el 7 de diciembre. Después de pasar dos semanas en las menores, Mota se unió a los Mets el 30 de mayo de 2007. Tuvo problemas en sus primeros 16 juegos, acumulando una efectividad de 7.71. En sus próximos 15 partidos, sin embargo, acumuló una efectividad de 1.89. Durante estos juegos, el 3 de agosto, fue el lanzador ganador cuando lanzó una entrada en blanco en una victoria 6-2 sobre los Cachorros de Chicago. Siguió teniendo problemas después de eso, aunque tuvo una efectividad de 7.48 en sus últimos 21 partidos de la temporada. El 28 de agosto, fue el lanzador perdedor cuando permitió un walk-off home run de Ryan Howard en la 10.ª entrada en una derrota 4-2 ante Filadelfia. Se llevó la victoria el 12 de septiembre 4-3 sobre los Bravos de Atlanta a pesar de perder una ventaja de dos carreras en la octava entrada. Su decisión final de la temporada llegó el 16 de septiembre, cuando permitió tres carreras sin out en una derrota 10-6 a Filadelfia. Mota terminó la temporada con un récord de 2-2 y una efectividad de 5.76 en 52 partidos. El 20 de noviembre, fue cambiado a los Cerveceros de Milwaukee por Johnny Estrada.

### Milwaukee Brewers
Mota comenzó la temporada 2008 con una efectividad de 2.20 en sus primeros 15 partidos. El 11 de mayo, el mánager de los Cerveceros, Ned Yost eliminó a Gagné del papel de cerrador y decidió utilizar lanzadores diferentes en oportunidades de salvamento. Al día siguiente, Mota consiguió su primer salvamento desde el 2005 en una victoria 8-3 sobre San Luis. Sin embargo, ese fue su único salvamento de la temporada, y Salomón Torres se hizo cargo del papel de cerrador. Mota comenzó a tener problemas después de salvar, ya que tuvo una efectividad de 9.00 en sus siguientes 19 partidos y llevando su promedio de efectividad a 5.77. Sin embargo, comenzó a lanzar mejor después de la pausa del Juego de Estrellas posteando una efectividad de 1.59 en sus últimos 24 partidos de la temporada. El 24 de agosto, Mota fue el lanzador ganador en la victoria 4-3 sobre Pittsburgh cuando entró en el juego con las bases llenas y sin outs y no permitió carrera para en una entrada de trabajo. terminó la temporada con un récord de 5-6 y una efectividad de 4.11 en 58 partidos, y regresó a los playoffs mientras los Cerveceros llegaban a los playoffs por primera vez en 26 años. En el primer partido de la Serie Divisional de la Liga Nacional de 2008, lanzó un juego sin permitir carrera en 1/3 entrada en una derrota 3-1 a Filadelfia. Su única otra aparición en los playoffs de ese año fue en el Juego 4 (el último partido de la serie), cuando permitió un cuadrangular solitario de Pat Burrell en la final de 1 1/3 entradas de una derrota 6-2. El 3 de noviembre, Mota se declaró agente libre.

### Segunda militancia con los Dodgers
El 13 de enero de 2009, Mota volvió a los Dodgers tras firmar un contrato por un año. Su segunda temporada con los Dodgers tuvo un mal comienzo, ya que tuvo efectividad de 9.00 en sus primeros 15 partidos de la temporada. Sin embargo, sus estadísticas mejoraron cuando él compiló una efectividad de 0.26 en sus próximos 29 juegos para bajar su promedio de efectividad de la temporada a 2.92. Del 24 de junio al 29 de julio, Mota no permitió carreras en 17 partidos (20 1/3 entradas consecutivas). Sin embargo, tuvo una efectividad de 4.97 en sus siguientes 13 partidos. El 4 de agosto, en una victoria de 17-4 sobre Milwaukee, Mota fue expulsado después de golpear al primera base de los Cerveceros Prince Fielder con un lanzamiento (en represalia porque Chris Smith había golpeado a Manny Ramírez en una entrada anterior, de acuerdo con el receptor de los Dodgers, Russell Martin). Después del partido, Fielder intentó entrar en el camerino de los Dodgers para hacerle frente a Mota, pero fue detenido por sus compañeros de equipo. Tanto Mota como Fielder fueron multados por las Grandes Ligas por sus acciones. El 31 de agosto Mota fue colocado en la lista de lesionados con una uña encarnada para darle cabida a Ronnie Belliard en el roster. Se reactivó el 14 de septiembre. Sin embargo, después de publicar una efectividad de 5.40 en sus últimos cuatro juegos del año, lo dejaron fuera del roster de los Dodgers en los playoffs. Terminó la temporada con un récord de 3-4 y una efectividad de 3.44 (la más baja de su carrera desde 2004) en 61 juegos. El 6 de noviembre, se declaró agente libre.

### San Francisco Giants

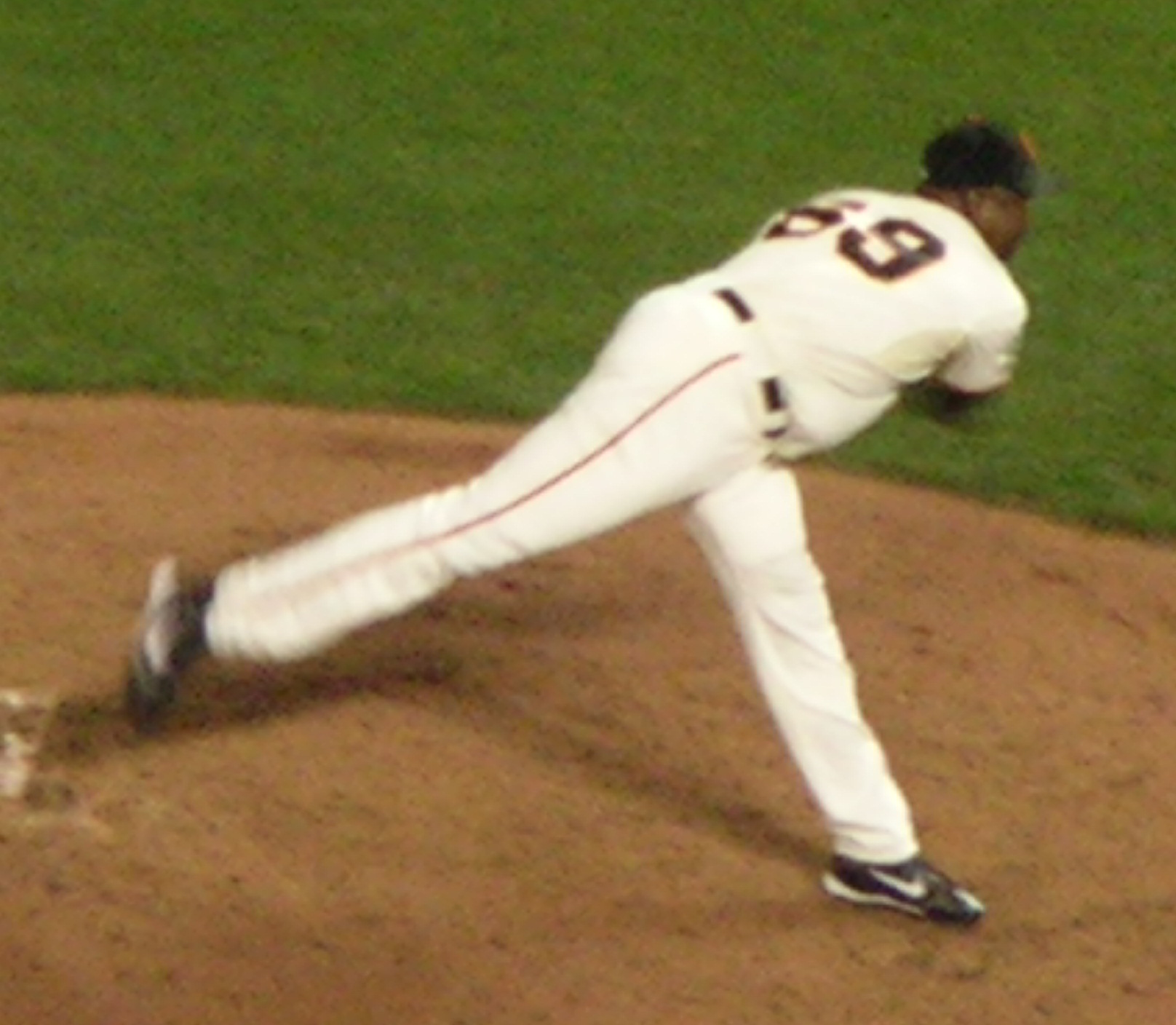
Mota con los Gigantes de San Francisco en 2010

El 2 de febrero de 2010, Mota firmó un contrato de ligas menores con los Gigantes de San Francisco con una invitación a los entrenamientos de primavera, la primera vez que era invitado a unos entrenamientos sin formar parte del roster. El 4 de abril, fue colocado en el puesto final del bullpen de los Gigantes. Comenzó su militancia con los Gigantes, con nueve salidas consecutivas sin permitir carreras. El 5 de mayo, obtuvo su único salvamento de la temporada en una victoria 9-6 sobre Florida. Mota tomó el papel de preparador en mayo, pero lo perdió luego de permitir cinco carreras y perder uno de los tres juegos del 10 al 13 de junio. Compiló una efectividad de 1.27 en sus primeros 23 partidos, pero tuvo una efectividad de 7.48 en sus próximos 28 partidos elevando su promedio de efectividad a 4.78. El 4 de julio, dio base por bolas intencionales a cuatro bateadores en un 1 1/3 entradas (debido a que los corredores llegaban a la tercera base sin out en las entradas 14 y 15) y fue el lanzador perdedor cuando permitió una carrera en el 15.º episodio para una derrota de 4-3 a Colorado. El 23 de agosto, fue colocado en la lista de lesionados con síndrome de la banda iliotibial para dar cabida a Cody Ross en el roster de los Gigantes. Regresó a los Gigantes el 6 de septiembre. Mota no permitió carreras limpias en sus últimas cinco apariciones de la temporada para terminar el año con un récord de 1-3 y una efectividad de 4.33 en 56 juegos, e hizo el roster de los Gigantes en los playoffs al ganar la División Oeste de la Liga Nacional. Sin embargo, no fue utilizado hasta el Juego 2 de la Serie Mundial de 2010, cuando lanzó un juego sin permitir carreras en la novena entrada en la victoria 9-0 sobre los Rangers de Texas. Su otra aparición en postemporada vino cuando lanzó 1 1/3 entradas en blanco en una derrota 4-2 en el Juego 3. Sin embargo, Mota ganó su primera Serie Mundial, cuando los Gigantes derrotaron Texas 4 juegos a 1 en 2010. Después de la serie, Mota se declaró agente libre.
El 19 de diciembre, Mota firmó otro contrato de ligas menores con una invitación a los entrenamientos de primavera con los Gigantes. Ganó uno de los dos últimos puestos en el bullpen de los Gigantes el 30 de marzo de 2011. El 16 de abril, después de que el abridor de los Gigantes Barry Zito se lesionara en el segundo inning, Mota lanzó un récord personal de 4 1/3 entradas, cediendo una carrera y obteniendo la victoria 5-3 sobre Arizona.

### Conflicto con Mike Piazza
El 28 de marzo de 2002, Mota golpeó a Mike Piazza, el receptor de los Mets en ese momento, con un lanzamiento en un partido de pretemporada. Después de que Mota fue removido del juego, Piazza le agarró por el cuello y tuvo que ser separado de Mota por otros jugadores. Piazza recibió una multa de 3,000 dólares por su conducta. En la próxima temporada, en un partido de pretemporada contra el Mets el 12 de marzo, Mota golpeó a Piazza con un lanzamiento. Piazza se dirigió al montículo, incitando a una pelea, y ambos jugadores fueron expulsados del partido. Después del partido, Piazza entró al clubhouse de los Dodgers en busca de Mota. Le informaron que Mota se había ido, pero Piazza siguió buscándolo en el clubhouse antes de salir. Mota dijo que el lanzamiento que golpeó a Piazza no fue intencional, pero tanto él como Piazza fueron suspendidos cinco partidos en la temporada regular y multados- Mota con $1,500 y la Piazza con $ 3,000. La suspensión de Mota se redujo a cuatro juegos.

## Estilo de lanzar
Mota tiene tres diferentes tipos de lanzamientos: una recta, un slider, y uncambio en círculo. El slider es el lanzamiento que por lo general él siempre usa para sacar outs. Su descontrol ha sido un problema para él, sin embargo, su bola rápida es fácil de batear cuando él la lanza sobre el plato. Anteriormente, lanzaba splitter y curva.